# 谢生林
谢生林（1927年8月—2015年6月15日），经名哈比本拉，男，回族，宁夏平罗人，中国伊斯兰教人物，曾任中国伊斯兰教协会副会长，第七、八、九、十届全国政协委员。